# 清水仁
清水 仁（しみず ひとし、本名同じ、1950年11月25日 - ）は、日本のミュージシャン。オフコースの元メンバー（ベース、ボーカル、コーラス、ペダルシンセサイザー担当）。

## 来歴・人物
大阪府大阪市西成区生まれ。血液型はO型。身長178cm。兄弟姉妹はすべて女性（姉2人、妹1人）。
清水が音楽に興味を持ち始めたのは中学生の頃、姉が持っていたアンディ・ウィリアムスの「ムーンリバー」が最初という。やはり姉の持っていたレコードの影響でビートルズに興味を持ち始め、楽器に興味を持ったのも姉が持っていたギターであるなど、姉が清水に与えた影響は極めて大きい。
高校生の時にリッキー（廣田龍人）と知り合い、2人が中心になりロックバンド、ザ・バッド・ボーイズを結成。リッキーとは同じ中学校の同級生だったが、お互いにそのことは知らなかったという（ベースを持つようになったのもこの頃）。大阪のディスコで演奏活動をしているところをサブミュージックのマネージャーだった上野博にスカウトされプロデビュー。バッドボーイズは業界内ではその実力を高く評価されていたが、興行的には成功できず、1975年にサブミュージックを脱退、1年後に解散。なお、バッドボーイズはビートルズのコピーバンドとして知られているが、清水・リッキーともそう言われるのはビートルズしか出来ないようなイメージが伴い嫌だったという。
バッドボーイズ解散と前後してオフコースのサポートを始める（なお、上野は後にオフコースカンパニーのマネージャーになるが、それは清水加入後のことであり、清水のオフコース参加に上野は関わっていない）。最初は難しい音楽理論の話をする小田和正、鈴木康博を見て「こりゃついていけん。レベルが違う」と毎日辞めることばかり考えていたというが、実力的に未熟な清水を小田、鈴木は辛抱強く見守った。これによって清水は徐々にオフコースに溶け込んでいった。ライブ演奏を手伝うようになってからもバッドボーイズの契約上の問題でレコーディングには加われず、1976年にリリースされた『SONG IS LOVE』も演奏では参加していない。レコーディング初参加は「こころは気紛れ」だが、本当にオフコースの一員として参加したと感じたのは「秋の気配」。この曲は途中でベースのアドリブが入るが、これは小田に「仁、この8小節、なんかやれよ」と投げられ、決まったフレーズを弾くことしかなかった清水が戸惑いつつも必死にフレーズを考えた結果生まれたものだという。1979年8月1日、オフコースの正式メンバーとなる。以後、オフコースの一員として一時代を築く。
1986年にシングル「上を向いて歩こう」でソロデビュー。1987年リリースのアルバム『as close as possible』では初めて作曲（クレジット上は松尾との共作）とリードボーカルを担当。次作『Still a long way to go』では初の単独自作曲「逢いたい」を提供するに至るものの1989年にオフコースは解散する。
その後、吉田拓郎のバックなどを経て1993年よりソロ活動再開。主に東京のライブハウス中心にライブ活動を展開している。
1999年3月に元オフコースの大間ジロー、松尾一彦とともにAcoustic Beatles Club（A.B.C）を結成。自らの音楽の原点であるビートルズをアコースティックにやってみようというコンセプトで活動している。オフコースではほとんどベースの担当だったが、A.B.Cではギター中心。
オフコース解散時はかなり感情的な軋轢もあったらしく、しばらくはオフコースのことを考えるのも嫌だったという。しかし、A.B.Cでの活動を始めた頃からはオフコースの話も抵抗なくするようになっている。また、今なおオフコースのファンが数多くいることを好意的に受け止めており、ファンとともにオフコースの曲を演奏したことも数回ある。2005年のライブでは、「最近のお気に入り」と紹介して「生まれ来る子供たちのために」を歌った。
2007年には元ザ・タイガースの森本太郎率いる森本タローとスーパースターに加入。銀座のライブハウスで月に一度ライブを行っているほか、年に数度関西などへも遠征している。同バンドではタイガースを代表とするグループ・サウンズやオフコースのカバー曲をはじめ、洋楽のカバーやオリジナルの新曲等も披露している。
小岩ジョニーエンジェルなどで「清水仁とフォークジャンボリー」に毎月レギュラー出演中。

## エピソード
- 普段の声が低いためボーカルは低音と思われがちだが、意外と高音も力のある声を出せる。また、ファルセットが美しく、オフコースのライブでは清水がファルセットを担当することも多かった。
- NHK教育で放映された「若い広場〜オフコースの世界」で『尊敬する人は“自分”』と紹介されたり、山際淳司著「Give up-オフコースストーリー」にて大間ジローに「（小田、鈴木の調子の良し悪しがよく分かるのに比べて）仁さんはほとんど変わらない。あの人は大人物なところがあるから」と評価されるなど、物事に動じない図太い神経というイメージが先行するが、実際にはオフコースの最後のツアーでストレスのあまり胃腸を悪くしたり（東京ドーム公演が決まる前、最後のコンサートと思っていた）、1989年の日本武道館公演で感極まって歌えなくなるなど、繊細な一面もある。
- 達観し、意味深な発言をすることがあるとも評される。オフコースが売れ出し状況が上向く中、大間に対し、「こんなん今だけやぞ。しっかりしいや。結局は一人なんやで」と度々言い聞かせていたという。
- ベースを始めたきっかけは、バッド・ボーイズのベースとドラムのメンバーがなかなか定着しなかったことから。メンバーが演奏当日に来ず、音信不通になることが度々あった。それまではギターやボーカルを担当していた。
- オフコース時代、海で溺れて沈みかけた小田を助けたことがある。
- 写真は玄人跣の腕前。ただし、オフコース解散後はご無沙汰という。
- 実はロックよりジャズが好きで、オフコース加入以前にはジャズの楽団に出入りしていた時期もあったという。
- バックとしてオフコースに加入した当初は譜面が読めず、性に合わないと挫折して、毎日のように辞めることを考え続けていた。受かったらオフコースを辞めようと、ギターの弾き語りでオーディションを受けたり、プロゴルファーを目指したりしていた。しかし、それらもうまくいかず、時間の経過や小田の面倒見の良さに救われて続けることができたという。[3]
- オフコース解散後、ライブハウスでギターの弾き語りを始めるようになり、当初は酔っ払い客からオフコースの有名曲をあれこれ歌えと言われ辟易することもあった。しかし、ふと思い直し、自分にも好きなオフコースの曲が多くあることを思い出してからは、キーが高くて歌いづらい小田の曲などを自分なりの解釈やアレンジで演奏するようになり、その味わい深さに改めて気付くこともあるという。[4]

## 音楽作品
バッドボーイズ、オフコース時代の作品はオフコースの項を参照。

### シングル
- 上を向いて歩こう （1986年9月29日）

### アルバム
- ONE（1986年10月22日）

### 提供曲
- BLUEの追憶 (作詞：柳川真寿美　歌：丘咲ひとみ) （1992年7月1日）